# Zenit Charków
Zenit Charków (ukr. Футбольний клуб «Зеніт» Харків, Futbolnyj Kłub "Zenit" Charkiw) – ukraiński klub piłkarski z siedzibą w Charkowie.

## Historia
Chronologia nazw:
- ???—...: Zenit Charków (ukr. «Зеніт» Харків)

Piłkarska drużyna Zenit została założona w mieście Charków.
W 1938 zespół startował w rozgrywkach Pucharu ZSRR.
Również występował w rozgrywkach lokalnych.

## Sukcesy
- 1/64 finału Pucharu ZSRR:

1938

## Inne
- Metalist Charków